# Tora Tora Tora (album)
Tora Tora Tora – szósty minialbum zespołu Melvins, wydany w 1995 roku przez firmę X-Mas.

## Lista utworów
1. "Revolve"
2. "Skweetis with Teeth White Zombie Ad"
3. "Night Goat/Specimen"
4. "Specimen/Concert Warning"
5. "KISW Interview/Hooch/Queen"
6. "Johnny Reno Gunfighter/Oven/Goose Freight Train"
7. "Goggles/Sweet Willy Rollbar"
8. "Radio Interview/Roadbull"

## Twórcy
- Dale "Shakes" Crover – perkusja, wokal
- Mark "Grumpy Cowboy" Deutrom – gitara basowa, wokal
- Buzz Osbourne – gitara, wokal